# Bảo tàng Nicolaus Copernicus ở Frombork
Bảo tàng Nicolaus Copernicus ở Frombork (tiếng Ba Lan: Muzeum Mikołaja Kopernika we Fromborku) là một bảo tàng tiểu sử về Nicolaus Copernicus, tọa lạc tại số 8 phố Nhà thờ lớn, Frombork, Ba Lan. Bảo tàng là một tổ chức văn hóa chính quyền địa phương của tỉnh Warmińsko-Mazurskie.

## Lịch sử
Phòng bảo tàng đầu tiên về Nicolaus Copernicus được linh mục Eugen Brachvogel thành lập vào năm 1912 trên Đồi Nhà thờ. Phòng bảo tàng này bố trí triển lãm bên trong tòa Tháp Copernicus.
Bảo tàng Nicolaus Copernicus ở Frombork được thành lập vào ngày 5 tháng 9 năm 1948 theo khởi xướng của Hiệp hội các nhà sử học văn hóa và nghệ thuật. Các cuộc triển lãm về Copernicus được tổ chức trong các căn hộ của các giáo sĩ. Các cơ sở này trước đó đã bị phá hủy trong cuộc Chiến tranh thế giới thứ hai nhưng đã được trùng tu và phát triển nhân dịp kỷ niệm 500 năm ngày sinh của Nicolaus Copernicus vào năm 1973.
Tòa nhà chính của bảo tàng là tòa giám mục cũ trên Đồi Nhà thờ. Tòa nhà này được xây dựng vào khoảng năm 1350 và được mở rộng vào đầu thế kỷ 16 để làm nơi ở của các giám mục thời Warmian. Tòa nhà được sửa đổi theo phong cách kiến trúc Baroque vào nửa đầu thế kỷ 17 và được tái thiết trong các năm 1965 - 1970, sau khi bị cháy rụi vào năm 1945.